# Marco Di Marco (musicista)
Marco Di Marco (Bologna, 21 giugno 1940 – Bologna, 27 aprile 2017) è stato un pianista jazz italiano.

## Biografia
Di formazione autodidatta, studiando il pianoforte da bambino, iniziò a suonare dal vivo negli anni '60, partecipando anche con Roberto Podio e Maurizio Majorana alla Coppa del Jazz della Rai.
Debuttò discograficamente nel 1970 con l'album Un autunno a Parigi, registrato in trio con il bassista Jacky Samson e il batterista Charles Saudrais.
Tra le sue collaborazioni più note quella con Lucio Dalla; inoltre nel 1978 incise l'album Io penso! Io sono...Io so? con Stefano Scandolara, accompagnandolo mentre il paroliere recita alcune poesie.
Nel corso della sua attività si è esibito in tutto il mondo, in particolare in Francia e negli Stati Uniti
Nel 2007 il Presidente della Repubblica Giorgio Napolitano l'ha insignito del titolo di Cavaliere della Repubblica per la sua prestigiosa attività artistica svolta in campo internazionale; nello stesso anno pubblica il suo tredicesimo album, Event, registrato alla Carnegie Hall di New York e dedicato all'amico Bill Evans.

## Discografia parziale

### Album
- 1970: Un autunno a Parigi
- 1972: Astrattismo e avanguardia (Dischi Egede, S5 1072; con Amedeo Tommasi)
- 1975: Together In Paris (Modern Jazz Record, MJC 0104; con Chris Woods Sextet)
- 1976: Il mondo dei giovani vol. 1 (Cenacolo, M 709)
- 1977: In Concert (Modern Jazz Record, MJC 0236)
- 1978: Io penso! Io sono...Io so? (EFG, 0019; con Stefano Scandolara)
- 1985: Lucio Dalla Marco Di Marco (Fonit Cetra, #ALP 2008; con Lucio Dalla)
- 1992: Blues for Love (Happy Bird, MA 8401001; con Lucio Dalla)

### Singoli
- 2004: Take Off/Solaria (Arision, ARI 011; con Nathan Haines